# Piero Vivarelli
Pour les articles homonymes, voir Vivarelli.
Piero Vivarelli, né le 26 février 1927 à Sienne et mort le 7 septembre 2010 à Rome, est un réalisateur scénariste et parolier italien.
Il a signé des films sous le nom de Donald Murray.

## Biographie
Piero Vivarelli est né à Sienne. Très jeune, il adhère à la République de Salò comme volontaire à la Xe Flottiglia MAS et milite brièvement dans le mouvement Movimento Sociale Italiano. De 1949 à 1990 il milite au sein du PCI.
Parmi ses principaux films figurent Rita, la figlia americana avec comme interprètes Totò, Rita Pavone et les Rokes, Mister X (1967), Il dio serpente avec Nadia Cassini (1970) et Il Decamerone nero. Son dernier film, la comédie La rumbera (1998), raconte l'histoire d'une danseuse cubaine.
En 1979 il réalise Nella misura in cui..., film autobiographique.
En tant que parolier il écrit les textes des chansons 24.000 baci et Il tuo bacio è come un rock chantées par Adriano Celentano) des chansons pour Mina (Vorrei sapere perché), Little Tony (Che tipo rock), Peppino Di Capri (Non siamo più insieme et Domani è un altro giorno).
Fidel Castro lui remet la carte du Parti communiste cubain.
Il a publié un raman autobiographique : Più buio che a mezzanotte non viene, Edizioni dell'Oleandro.

## Filmographie

### Réalisateur
- 1959 : Go, Johnny, Go!
- 1960 : Rendez-vous à San Remo (it) (Sanremo - La grande sfida)
- 1961 : Io bacio... tu baci (it)
- 1962 : Aujourd'hui à Berlin (it) (Oggi a Berlino)
- 1964 : Il vuoto
- 1965 : Rita, la figlia americana
- 1967 : Mister X (it) (crédité sous le nom « Donald Murray »)
- 1968 : Satanik
- 1970 : La Possédée du vice (Il dio serpente)
- 1972 : Le Décaméron noir (Il Decamerone nero)
- 1974 : Code d'amour indien (it) (Codice d'amore orientale)
- 1979 : Nella misura in cui (it)
- 1984 : L'addio a Enrico Berlinguer
- 1988 : Provocazione (it)
- 1998 : La rumbera

### Scénariste
- 1952 : Viva il cinema! de Giorgio Baldaccini et Enzo Trapani
- 1955 : La Bague fatale (Lacrime di sposa) de Sante Chimirri
- 1956 : Les Forains (I girovaghi) de Hugo Fregonese

### Producteur
- 1964 : Le Grand Hold-Up de Milan (Super rapina a Milano) d'Adriano Celentano

### Acteur
- 1983 : State buoni se potete de Luigi Magni